# Derek Burnett
Derek Burnett (ur. 27 października 1970 w Westmeath) – irlandzki strzelec sportowy specjalizujący się w trapie, dwukrotny medalista mistrzostw świata, dwukrotny medalista mistrzostw Europy, pięciokrotny olimpijczyk (Sydney, Ateny, Pekin, Londyn, Tokio).

## Życiorys
Irlandczyk zaczął uprawiać sport w 1996 roku. Jest praworęczny, mierzy z broni lewym okiem.

## Przebieg kariery
Pierwsze starty Burnetta w zawodach międzynarodowych miały miejsce w 1997 roku, wówczas startował on m.in. w mistrzostwach Europy w Sipoo, na których rywalizował w konkurencji trapu i zajął w niej 9. pozycję z rezultatem 118 punktów. W 1998 po raz pierwszy w karierze startował w mistrzostwach świata, w ramach zmagań rozgrywanych w Barcelonie zajął 49. pozycję w swej konkurencji. W 2000 wziął udział w letnich igrzyskach olimpijskich, na których zajął 18. pozycję w konkurencji trapu.
W 2002 wziął udział w rozgrywanych w Lahti mistrzostwach świata, gdzie indywidualnie zajął 5. pozycję, a drużynowo zdobył złoty medal. W 2004 roku po raz drugi uczestniczył w letnich igrzyskach olimpijskich, na których zajął 9. pozycję w swojej konkurencji (z rezultatem 119 punktów). W 2007 zanotował najlepszy występ w konkursie Pucharu Świata w strzelectwie, zajmując 2. pozycję w Mariborze oraz wywalczył drużynowo brązowy medal mistrzostw świata w strzelaniu do rzutków w Nikozji.
W 2008 był uczestnikiem letnich igrzysk olimpijskich, w trzecim w karierze występie na olimpiadzie uplasował się na 29. pozycji z dorobkiem 110 punktów. W 2010 otrzymał brązowy medal mistrzostw Europy w strzelaniu do rzutków, dzięki rezultatowi 121 + 23 punktów. W 2012 roku podczas letnich igrzysk olimpijskich zajął 27. pozycję z wynikiem 116 punktów. W 2013 roku w Suhl otrzymał drugi brązowy medal mistrzostw Europy w strzelaniu do rzutków. W 2015 uczestniczył w pierwszych w historii igrzyskach europejskich, na których zajął 10. pozycję w swej konkurencji.
W 2021 wystartował na letnich igrzyskach olimpijskich w Tokio i w swej konkurencji uplasował się na 26. pozycji z rezultatem 118 punktów. Był to zarazem piąty występ reprezentanta Irlandii na letniej olimpiadzie, dzięki czemu Burnett stał się trzecim irlandzkim sportowcem w historii (po Davidzie Wilkinsie oraz Robercie Heffernanie), który wystąpił na pięciu letnich olimpiadach.